# Шлиссман, Ганс
Ганс Шлиссман (нем. Hans Schließmann; 6 февраля 1852, Майнц — 14 февраля 1920, Вена) — немецко-австрийский рисовальщик и карикатурист.
С пятилетнего возраста жил в Вене. Сотрудничал в качестве карикатуриста с венскими изданиями Humoristische Blätter (с 1874 года), Fliegende Blätter (с 1880 года) и др. и быстро завоевал славу как остроумный иллюстратор, хотя современный специалист и характеризует его как посредственного рисовальщика, постоянно нарушавшего законы композиции. Выпустил ряд альбомов с жанровыми зарисовками. Особенной известностью пользуются шлиссмановские изображения ведущих музыкантов его времени, в том числе Густава Малера. Сотрудничал с Анри Ривьером и Каран д'Ашем в работе над театром теней.